# Ágnes Lámala
Ágnes Lámala, coniugata Kégerné (Budapest, 27 novembre 1958), è un'ex cestista ungherese.

## Carriera
Con l'Ungheria ha disputato due edizioni dei Campionati europei (1980, 1981).